# Udio
Udio — модель генеративного искусственного интеллекта, которая создаёт музыку на основе простых текстовых заданий. Она может генерировать вокал и инструменты. Её бесплатная бета-версия была выпущена 10 апреля 2024 года. Пользователи могут оформить подписку на месяц или год, чтобы получить доступ к дополнительным функциям, таким как аудиоинжинирование.
Основанная в декабре 2023 года командой бывших исследователей Google DeepMind во главе с генеральным директором Udio Дэвидом Дином, программа получила финансовую поддержку от венчурной фирмы Andreessen Horowitz и музыкантов will.i.am и Common, среди прочих. Критики высоко оценили её способность создавать реалистичный вокал, в то время как другие выразили обеспокоенность по поводу того, что обучающие данные содержат музыку, защищённую авторским правом.

## История
Компания Udio была создана в декабре 2023 года командой из четырёх бывших исследователей Google DeepMind, в которую вошли генеральный директор Udio Дэвид Динг, Конор Дуркан, Чарли Нэш, Ярослав Ганин, а также Эндрю Санчес под названием Uncharted Labs. Фирма венчурного капитала Andreessen Horowitz; музыкальный дистрибьютор UnitedMasters; музыканты will.i.am, Tay Keith и Common; инвестор Кевин Уолл; соучредитель Instagram Майк Кригер; и исследователь DeepMind Ориол Виньяльс — все они оказали финансовую поддержку Udio, и компания получила 10 миллионов долларов начального финансирования (плюс первоначальные 8,5 миллионов долларов, привлечённые ранее). Он несколько месяцев находился на закрытой бета-фазе, прежде чем 10 апреля 2024 года был выпущен на открытую бета-фазу на сайте Udio. По состоянию на апрель 2024 он позволяет пользователям бесплатно создавать 600 песен в месяц. Санчес описал его как «позволяющий музыкантам создавать отличную музыку и … чтобы в будущем зарабатывать на этой музыке». За релизом Udio последовали релизы других генераторов музыки из текста, таких как Suno AI и Stability Audio.
С помощью Udio Уиллониус Хэтчер создал песню-пародию BBL Drizzy, которая стала вирусной в контексте вражды Дрейка и Кендрика Ламара. За первую неделю она набрала более 23 миллионов просмотров в Twitter и 3,3 миллиона прослушиваний на SoundCloud.
В августе 2024 года Verknallt in einen Talahon («Влюблённый в Талахона») — песня, созданная с помощью Udio австрийским продюсером Butterbro, стала первой песней, созданной искусственным интеллектом, которая вошла в топ-50 Германии.

## Возможности
Udio создаёт песни на основе текстовых подсказок, которые могут включать жанр (в том числе парикмахерский квартет, кантри, классику, хип-хоп, немецкую поп-музыку и хард-рок, среди прочих), текст, сюжетную линию и других исполнителей, на чьё звучание можно опираться. Тексты песен создаются с помощью большой языковой модели (LLM), а процесс создания самой музыки по состоянию на апрель 2024 не разглашается. Программа генерирует две песни на основе подсказок, и пользователи могут «ремикшировать» свои песни с помощью дополнительных текстовых подсказок. Сначала песни генерируются примерно на 30 секунд и могут быть расширены дополнительными 30-секундными фрагментами. Платные подписчики могут получить доступ к расширенным функциям, таким как вставка звука.